# Primorsko (kommun)
Obsjtina Primorsko (bulgariska: Община Приморско) är en kommun i Bulgarien.   Den ligger i regionen Burgas, i den östra delen av landet, 400 km öster om huvudstaden Sofia.
Obsjtina Primorsko delas in i:
- Novo Panitjarevo
- Jasna poljana
- Kiten
- Veselie

Följande samhällen finns i Obsjtina Primorsko:
- Primorsko

I omgivningarna runt Obsjtina Primorsko växer i huvudsak lövfällande lövskog. Runt Obsjtina Primorsko är det mycket glesbefolkat, med 6 invånare per kvadratkilometer.